# ヘレン・ウォルトン
ヘレン・ロブソン・ケンパー・ウォルトン（Helen Robson Kemper Walton、1919年12月3日 - 2007年4月19日）は、ウォルマート創業者サム・ウォルトンの妻。

## 人物
オクラホマ州クレアモア生まれ。オクラホマ大学で経営学を修めた後、1943年にサム・ウォルトンと結婚。小売店経営を経て1962年にウォルマートを創業した。
アメリカにおいて7番目の資産家であり、世界の資産家の中でもっとも長寿な一人といわれていた。
子供は3人の息子と娘のアリス・ウォルトンがいる。
純資産は156億ドル。また、児童奨学基金を一族と共に設立し、教育慈善事業に尽力した。